# Munhwa-dong, Daejeon
Munhwa-dong (koreanska: 문화동) är en stadsdel i staden Daejeon i den centrala delen av Sydkorea, 
140 km söder om huvudstaden Seoul.  Den ligger i stadsdistriktet Jung-gu.

## Indelning
Administrativt är Munhwa-dong indelat i:
| Namn    | Namn              | Yta km² | Invånare 31 dec 2020 |
| ------- | ----------------- | ------- | -------------------- |
| 문화1동 | Munhwa 1(il)-dong | 2,17    | 23 216               |
| 문화2동 | Munhwa 2(i)-dong  | 1,46    | 13 220               |